# Сальватьерра (Гуанахуато)
Сальватьерра (исп. Salvatierra) — город и административный центр одноимённого муниципалитета в мексиканском штате Гуанахуато. Численность населения, по данным переписи 2010 года, составила 37 203 человека.

## История
Город был основан в 1644 году по указу вице-короля Новой Испании Гарсиа Сармьенто де Сотомайора.